# Newroz Sports Club
O Newroz Sports Club (ou Nawroz SC) é um clube de futebol com sede em Suleimânia, no Curdistão Iraquiano.
Fundado em 1994, o nome do time é inspirado na celebração do Ano Novo persa e curdo (o Nowruz), conhecido como Noruz em português.
Atualmente, disputa o Campeonato Curdistanês de Futebol de 2019-20.